# 塔妮·斯特普托
塔妮·斯特普托（英語：Tarni Stepto，1999年10月6日—）是一名出生於澳大利亞新南威爾士州的壘球選手，司職投手，目前效力於國家職業快速壘球聯盟澳大利亞胡椒。她是澳大利亞原住民之一的卡米拉瑞族。

## 外部連結
- 塔妮·斯特普托的Instagram帳戶
- 塔妮·斯特普托的TikTok